# Aston Bay, Sydafrika

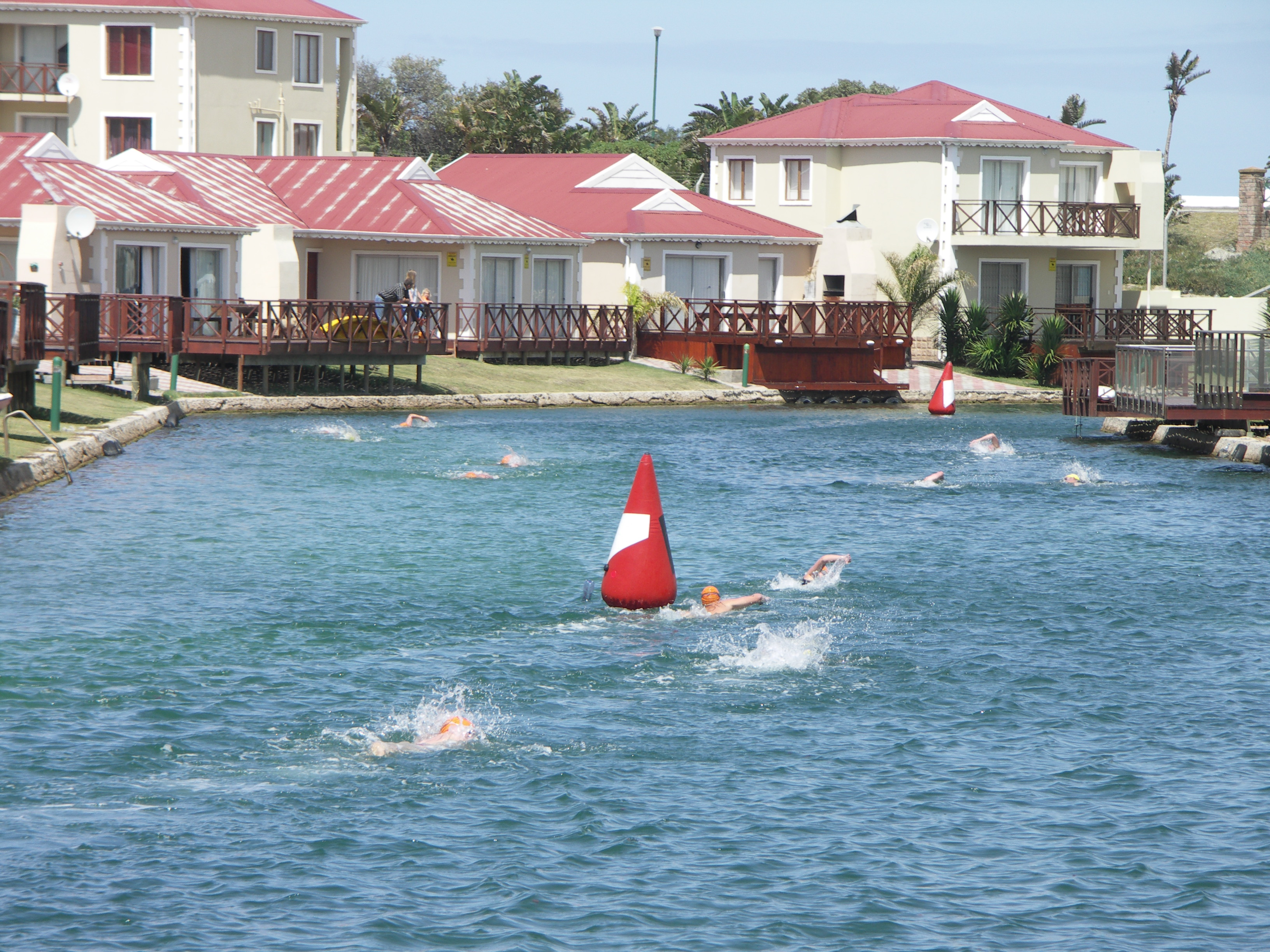
Marina i Aston Bay.

Aston Bay är ett område längs kusten i Östra Kapprovinsen i Sydafrika. Den är ett delområde (sub place) i orten Jeffreys Bay, vid Seekoei Rivers flodmynning. Folkmängden uppgick till 792 invånare vid folkräkningen 2011.